# 11-es busz (Budapest)
A budapesti 11-es jelzésű autóbusz Budapest II. kerületében, a Batthyány tér és a Nagybányai út között közlekedik. A járatot a Budapesti Közlekedési Zrt. üzemelteti. A vonalon munkanapokon este 20 óra után, valamint hétvégén és ünnepnapokon elsőajtós felszállási rend van érvényben.
Munkanapokon a reggeli és délutáni csúcsidőben a 111-es busz egészíti ki a járatot, amely a Batthyány tér és az Óbuda, Bogdáni út között közlekedik. A viszonylat útvonalát teljes egészében lefedi a Batthyány tértől a Verecke lépcső megállóhelyig a 11-es, a Verecke lépcső és a Kolosy tér között a 29-es, a Kolosy tér és Óbuda, Bogdáni út között a 9-es busz.
A járat vonalán éjszaka a 931-es busz közlekedik.

## Története
1928. május 15-étől július 27-éig a Bakáts tér és az István kórház között, 1928. szeptember 24-étől 1931. október 10-éig pedig az 1-es busz betétjárataként az Aréna út (mai Dózsa György út) és az Apponyi tér (mai Ferenciek tere) között közlekedtek 11-es jelzésű buszok.
1934. január 1-jén a Margit körút és az Alsó Törökvészi út között indult újra a 11-es járat. 1935. december 16-ától már a Török utcáig járt és körforgalmi jellege megszűnt. A második világháború alatt többször is szünetelt a közlekedés, mert az autóbuszokat katonai célokra használták. 1940. július 8-ától a Széna térig járt, majd 1941-ben egy kis ideig csak a Margit körút és a Vérhalom tér között járt. 1944 márciusától nem közlekedett, ezt követően csak 1946. december 9-én indult újra a Mártírok útja és a Vérhalom tér között. 1948. április 19-én elindult a 11A jelzésű betétjárata a Pusztaszeri út és a Török utca között, a 11-es buszt pedig a Mechwart liget és a Pusztaszeri út között járatták. A betétjárat jelzése 1948. december 6-án 46-osra módosult. 1949. szeptember 5-én a 11-es és 46-os járatokat összevonták és 11-es jelzéssel járt a Mechwart tér és a Török utca között a Vérhalom tér érintésével.
1959. április 13-ától a Keleti Károly utca és a Nagybányai út között járt, kiváltva a korábban erre közlekedő 91-es buszokat. 1959. június 8-án alsó végállomása átkerült a Mechwart térre. 1960. február 1-jétől kihasználatlanság miatt csúcsidőn kívül csak a Pusztaszeri köröndig járt. 1963. augusztus 26-ától már minden órában indult busz a Nagybányai útig.
1972. december 23-án a 2-es metró második szakaszának átadásával egy időben útvonala meghosszabbodott a Batthyány téri metróállomásig. 1975. augusztus 4-étől 1979. október 31-éig 11A jelzésű betétjárata is közlekedett a Batthyány tér és a Pusztaszeri körönd között.
2005 nyarán a 2-es metró felújítása során a Batthyány tér állomást lezárták. Ez idő alatt a 11-es járat mellett egy 11M jelzésű járat is közlekedett, amely a Moszkva tér és a Nagybányai út között járt.
2009. augusztus 22-én indították el a Batthyány tér és a Kolosy tér között a 111-es jelzésű járatot egyes csúcsideji 11-es buszok helyett. Útvonala a Batthyány tér és a Csatárka út között a 11-es, a Törökvész út és a Kolosy tér között pedig a 29-es busszal egyezett meg.
2016. június 4-étől hétvégén és ünnepnapokon, valamint 2024. január 19-étől este 20 óra után csak az első ajtónál lehet felszállni.

## Járműteszt
2009. november 16–22. között az első Credo Citadell 12 típusú autóbuszt tesztelték a vonalon. A járművet a következő héten még a 22-es vonalon is kipróbálták.

## Útvonala
| Nagybányai út felé |
| Batthyány tér vá. – Bem rakpart – Csalogány utca – Fazekas utca – Horvát utca – Margit körút – Keleti Károly utca – Bimbó út – Alsó Törökvész út – Törökvész út – Nagybányai út vá. |
| Batthyány tér felé |
| Nagybányai út vá. – Törökvész út – Alsó Törökvész út – Bimbó út – Keleti Károly utca – Margit körút – Horvát utca – Fazekas utca – Csalogány utca – Fő utca – Batthyány tér vá.     |

## Megállóhelyei
| 0  | Batthyány tér M+H végállomás | 18 | 19, 41 39, 111 |
| 1  | Fazekas utca                 | 16 | 39, 111        |
| 3  | Horvát utca                  | 15 | 111            |
| 5  | Mechwart liget               | 13 | 4, 6, 17 111   |
| 6  | Füge utca                    | 12 | 111            |
| 7  | Rét utca                     | 11 | 111            |
| 8  | Ady Endre utca               | 10 | 111            |
| 9  | Tapolcsányi utca             | 9  | 111            |
| 10 | Eszter utca                  | 8  | 111            |
| 11 | Vend utca                    | 7  | 111            |
| 12 | Pusztaszeri körönd           | 6  | 91, 111, 291   |
| 13 | Baba utca                    | 5  | 111            |
| 14 | Móricz Zsigmond Gimnázium    | 4  | 111            |
| 14 | Tömörkény utca               | 3  | 111            |
| 15 | Verecke lépcső               | 2  | 29, 111        |
| 16 | Vöröstorony lépcső           | 1  |                |
| 18 | Nagybányai út végállomás     | 0  |                |